# Valentin Lorbacher

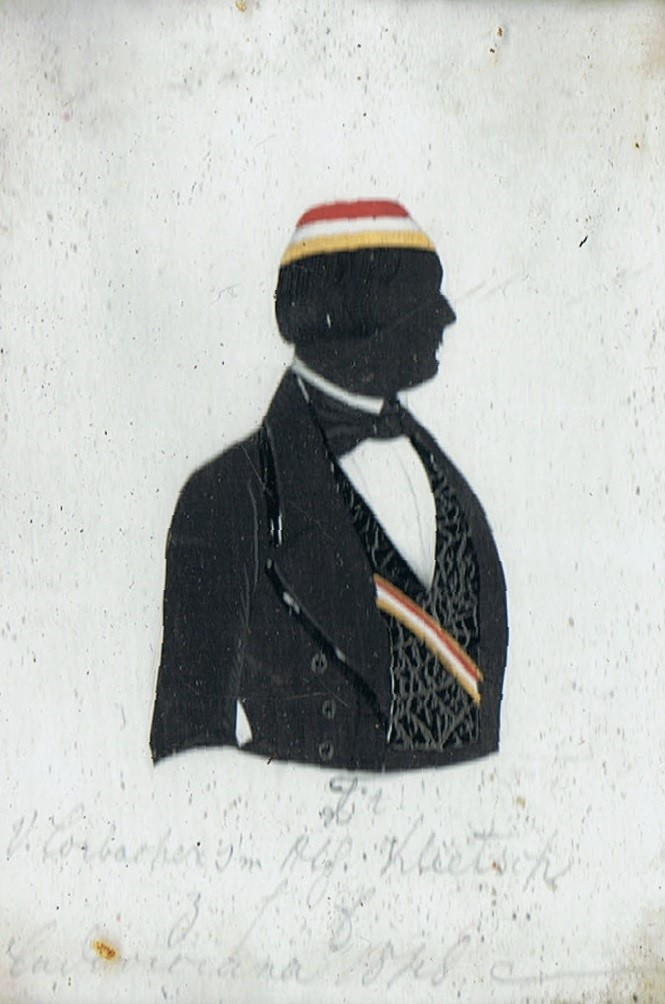
Valentin Lorbacher

Valentin Lorbacher (* 2. Juli 1825 in Lorsch; † 26. Oktober 1909 in Darmstadt) war ein deutscher Kameralist in Hessen.

## Leben
Als Sohn eines Ökonomen immatrikulierte Lorbacher sich am 26. April 1844 an der 
Hessischen Ludwigs-Universität für Kameralwissenschaft. Seit Ostern 1844 als Fuchs im  Corps Starkenburgia, wurde er am 4. März 1845 recipiert.  1864 trat er als Sekretär in den Dienst der Oberrechnungskammer in Darmstadt. Über den Oberrechnungsrat (1876) und den Geheimen Oberrechnungsrat (1886) stieg er 1889 zu ihrem Präsidenten auf.

## Ehrungen
- Charakter als Wirklicher Geheimer Oberrechnungsrat, Exzellenz[2]
- Verdienstorden Philipps des Großmütigen, Ritter 1. Klasse[2]